# Aspidoras menezesi
Aspidoras menezesi är en fiskart som beskrevs av Han Nijssen och Isbrücker, 1976. Aspidoras menezesi ingår i släktet Aspidoras och familjen Callichthyidae. Inga underarter finns listade.